# Josep Serratusell i Sitjes
 Josep Serratusell i Sitjes (Granollers, 30 de març 1951) és un polític català.

## Biografia
Llicenciat en ciències econòmiques i màster en assessoria fiscal per l'Escola d'Alts Estudis Mercantils de la Universitat de Barcelona i per ESADE. En el sector privat, ha ocupat diversos càrrecs empresarials a l'Hospital General de Granollers, IZASA SA, de Barcelona (Grup Rubiralta), la Clínica Quirón de Barcelona, Areslux SA, de Granollers, el Grupo de Empresas Dragón i Indústries Figueras SA.
Militant de Convergència Democràtica de Catalunya des de 1977, fou president del Consell Comarcal del Vallès Oriental (1988-1992), tinent d'alcalde (1979-1982), regidor i cap del grup municipal en 1987 i alcalde de Granollers de 1992 a 1999, diputat al Parlament de Catalunya a les eleccions al Parlament de Catalunya de 1988, 1992 i 1995, on va ser membre de les comissions d'Indústria i Comerç i Turisme, d'Economia i Finances i Pressupost, de Política Territorial, de Medi Ambient i d'Equipaments Comercials de Barcelona de la Generalitat, i membre de la Comissió Negociadora Estat - Generalitat - Administració local per a la implantació del cable a Catalunya.